# Enguerrand de Crèvecœur
Enguerrand de Crèvecœur  (Anguerrand de Crèvecœur, Engueran de Crèvecœur) (1160-1205), est un seigneur de Crèvecœur du Hamel et de Grez dans l'Oise, fils d'Hugues III de Breteuil (dit Hugues de Crèvecœur) seigneur de Crèvecœur et châtelain de Breteuil . 
Il se croisa en 1196 et était de retour de Terre Sainte en 1202. Il portait les armoiries de son père qui fut le premier à les porter, lesquelles sont de gueules à trois chevrons d'or (qui renvoient en langage héraldique à «la noblesse d'armes gagnée sur les champs de bataille et la protection du seigneur pour ses sujets»). 
Elles sont représentées dans la deuxième salle des Croisades du château de Versailles.
Il était l'époux de Clémence de Gerberoy, avec laquelle il s'opposa à l'évêque de Beauvais Philippe de Dreux concernant le vidame de Gerberoy qu'il avait rattaché à son évêché.

Les deux hommes se sont accordés pour qu'à la mort de l'évêque la moitié de la seigneurie revienne à Enguerrand de Crèvecœur ou à défaut à ses héritiers. Cette opposition ne prit fin qu'avec un accord signé en 1240 entre Robert de Cressonsacq et leur fils Jean Ier de Crèvecœur, qui prit possession de la Seigneurie de Gerberoy, par succession de son oncle, mais renonça au Vidame contre une redevance en bled de 18 mines par an.
Cet accord confirmant la position des évêques-comtes de Beauvais lesquels ayant par la suite toujours conservé leur prérogatives de justice sur le Vidame de Gerberoy représentant plus de 160 fiefs et seigneuries et au moins 400 arrière-fiefs.